# Nils Nilsson (fotbollsspelare)
Nils Olov "Gävle" Nilsson, född 11 november 1901 i Gävle, död 4 februari 1982 i Stockholm, var en svensk fotbollsspelare (vänsterhalv).
Nilsson representerade AIK mellan 1925 och 1932, och spelade sammanlagt 137 allsvenska matcher för klubben (8 mål). Han spelade även 3 A-landskamper och en B-landskamp för Sverige.